# Jean Delafosse
Jean Delafosse, né le 26 novembre 1906 et mort le 6 juillet 1962, est un homme politique ivoirien, ministre des finances puis ministre d’État et président du Conseil économique et social de Côte d'Ivoire.

## Biographie

### Jeunesse
Jean Delafosse est le second fils de Maurice Delafosse, ethnologue et administrateur colonial français arrivé en Côte d'Ivoire en 1894 pour délimiter la frontière avec le Ghana, et d'Amoïn Kré, nièce du chef du village Abli, dans la région de Toumodi. Il est né le 26 novembre 1906 à Korhogo, dans la maison du chef Péléforo Gbon Coulibaly avec qui les liens familiaux resteront très forts. Après le départ de son père pour la France en 1908, il est élevé par les pères missionnaires, puis effectue ses études à l'école de Bingerville.

### Carrière
Jean Delafosse travaille à la CFAO, puis en 1945, il devient directeur financier du Syndicat agricole africain. Lors des élections de 1946, il est élu conseiller général de la 2e circonscription des cercles de Dimbokro. En 1947, il est élu conseiller de l'AOF où il préside la commission des finances jusqu'en 1957. Il préside aussi l'Union des fonctionnaires de Côte d'Ivoire (UFOCI) et occupe la fonction d'adjoint au maire de la ville d'Abidjan. En juillet 1952, il officie le mariage de Félix Houphouët-Boigny et de Marie-Thérèse Brou à hôtel de ville d'Abidjan.
En 1957, lorsque la Côte d'Ivoire est dotée d'un conseil de gouvernement élu par l'assemblée territoriale et présidé par le gouverneur Ernest de Nattes puis par Auguste Denise, Jean Delafosse est nommé ministre des Finances. Élu à l'Assemblée constituante et à l'Assemblée législative en 1959, Jean Delafosse est nommé ministre d'État chargé de l'assistance technique au sein du gouvernement Houphouët-Boigny du 30 avril 1959. En janvier 1961, il devient le premier président du Conseil économique et social nouvellement créé, fonction qu'il exerce jusqu'à sa mort en 1962. 
Victime d'un malaise lors d'une remise de prix à l'école de Bingerville, il est évacué à Paris où il meurt le 6 juillet 1962.

### Famille
Il est notamment le père de Jean-Claude Delafosse, ministre ivoirien du tourisme de 1986 à 1990.